# Rio (film, 2011)
Pour les articles homonymes, voir Rio.
Série Rio
Rio 2
(2014)
Pour plus de détails, voir Fiche technique et Distribution.
Rio est un film d'animation américain réalisé par Carlos Saldanha et sorti en 2011.
Produit par la 20th Century Fox et les Blue Sky Studios, les voix de la version originale du film sont fournies par Anne Hathaway, Jesse Eisenberg, George Lopez, Tracy Morgan, Jemaine Clement, Leslie Mann, Will.i.am et Jamie Foxx. Lorànt Deutsch et Laetitia Casta assurent le doublage de la version française pour les deux personnages principaux.
Le film suit Blu, un véritable oiseau rare. C'est le dernier mâle de son espèce avec une petite particularité : il ne sait pas voler. Dans le confort d'une vie bien rangée avec Linda, sa propriétaire, cela n'a jamais posé le moindre souci. Mais les péripéties commencent lorsqu'il est obligé de quitter ses habitudes et le froid du Minnesota pour s'aventurer au cœur des merveilles exotiques de Rio de Janeiro afin de faire la rencontre de Perla, la dernière femelle de son espèce, qui, elle, n'aspire qu'à une seule chose : vivre libre en virevoltant dans la jungle luxuriante et épaisse. Au début, Perla trouvait que Blu n'était qu'un empoté ayant deux ailes gauches. La rencontre entre ces deux spécimens est explosive, mais ils devront tant bien que mal faire équipe pour échapper à des braconniers sans scrupule. Au cours de leur aventure effrénée et dans une atmosphère de fête monumentale produite par le carnaval, ils pourront compter sur des personnages hauts en couleur, prêts à tout pour réveiller le héros qui sommeille en Blu.
Le film a été bien accueilli par les critiques, notamment pour ses graphismes, son doublage et sa bande-originale. Il a également été un succès au box-office, recueillant 482 millions de dollars à l'international.
Une suite intitulée Rio 2 est sortie en 2014.

## Synopsis
À Rio de Janeiro, Brésil, les oiseaux chantent et dansent joyeusement. Parmi tous, un bébé ara bleu voit les autres oiseaux voler librement, mais quand il est sur le point d'envoler, plusieurs oiseaux sont capturés et mis en cage. Le petit ara tombe de l'arbre et est capturé avec tous les autres oiseaux, qui sont emmenés à Moose Lake, Minnesota, États-Unis. Là, la boîte qui transportait l'ara bleu tombe par accident du camion qui le transportait. Il est retrouvé plus tard par une fille nommée Linda, qui l'adopte et l'appelle Blu.
15 ans plus tard, Linda possède une librairie et Blu se comporte comme un humain, il ne sait pas voler mais il a appris de nombreuses compétences humaines pas très courantes chez un oiseau. Un ornithologue nommé Tulio Monteiro arrive à la librairie de Linda et lui dit qu'il a parcouru des milliers de kilomètres à la recherche de Blu, car à sa connaissance, il est le dernier mâle de son espèce. Il doit donc se rendre à Rio de Janeiro  pour s'accoupler avec la dernière femelle. Linda et Blu ne sont pas convaincus par la proposition de Tulio, puisque Blu ne sait pas voler, mais Tulio demande à Linda d'y réfléchir et lui donne son numéro. Dans la nuit, Blu tente de voler mais échoue à cause de sa peur. Linda décide finalement d'aller à Rio avec Blu, pensant que ce serait mieux pour lui.
Arrivé au Brésil, Blu rencontre un canari nommé Nico et un paroare huppé nommé Pedro, qui lui donne des conseils pour séduire une fille. Des danseurs passent dans les rues et Tulio dit à Linda qu'il s'agit du Carnaval de Rio, l'un des festivals les plus célèbres au monde. Dans le laboratoire où travaille Tulio, ils enferment Blu dans une volière où il rencontre Perla, un bel ara bleu et tombe instantanément amoureux d'elle, mais Perla n'est pas intéressée par lui et veut seulement s'échapper de la volière. Blu, suivant les conseils de Nico et Pedro, essaye d'embrasser Perla mais cela la met en colère et elle l'attaque.
Linda et Tulio sortent dîner et laissent les oiseaux aux soins d'un garde nommé Silvio. Plus tard, Hector, un cacatoès se faisant passer pour un oiseau malade dans le laboratoire de Tulio, attaque Silvio avec un mouchoir aspergé de formol qui l'endort. Puis Hector ouvre la porte et laisse entrer un pauvre garçon nommé Fernando, celui-ci kidnappe Blu et Perla et part avec Hector. Linda et Tulio sont avertis du vol des oiseaux pendant qu'ils dînent. Ils commencent à les chercher dans toute la ville. Fernando emmène Blu et Perla dans l'antre de Marcel et de ses sbires, Armando et Tipa, des trafiquants d'oiseaux. Ils les enchaînent aux pattes et les enferment dans une pièce avec de nombreux autres oiseaux volés. Marcel part et laisse ses sbires responsables des oiseaux, mais ils sont distraits par la télévision en regardant un match de football. Hector explique à Blu et Perla qu'il y a des années, un perroquet a pris sa place dans une émission de télévision et qu'à cause de cela, il est devenu mauvais et a commencé à voler des oiseaux exotiques. Perla essaie désespérément de s'échapper de la cage, jusqu'à ce que Blu ouvre le verrou sans effort. Perla s'envole mais elle est retenue par Blu qui lui avoue enfin qu'il ne sait pas voler. Les deux oiseaux sont obligés de s'échapper à pied. Armando, Tipa et Hector les poursuivent dans les rues. Blu et Perla sautent de toit en toit en glissant sur une plaque de tôle et au moment où Hector va les capturer, celui-ci s'écrase contre un transformateur, provoquant une panne de courant dans toute la ville. Hector survit à l'accident tandis que Blu et Perla parviennent à s'échapper dans la jungle.
Le lendemain, Fernando, regrettant d'avoir volé les oiseaux, rencontre Linda et Tulio pour leur montrer l'endroit où ils sont retenus. Blu et Perla essaient de briser la chaîne qui les relie mais ils n'y parviennent pas. Plus tard, ils rencontrent un toucan nommé Rafael. Rafael propose à Blu et Perla de les emmener chez Luis, un de ses amis qui pourrait retirer la chaîne. Rafael essaie d'apprendre à Blu à voler en sautant du haut d'une falaise mais la tentative échoue complètement et le groupe monte dans un camion. Linda, Tulio et Fernando ont peu de temps pour trouver les oiseaux car les rues vont être bientôt fermées à cause du carnaval.
Hector oblige des singes ouistitis à l'aider pour trouver Blu et Perla. Pendant ce temps, le groupe d'oiseaux arrive à destination et ils rencontrent Nico et Pedro, qui leur disent que Luis vient de partir. En attendant, ils vont avec Blu et Perla dans un club de samba, où Nico et Pedro chantent Hot Wings et Blu commence à danser, ce qui impressionne Perla, et ils finissent tous les deux par danser en duo. Plus tard, Perla découvre qu'elle est amoureuse de Blu et juste au moment où ils sont sur le point de s'embrasser, les ouistitis interrompent la fête et tentent d'enlever Blu et Perla mais tout cela se termine par un combat des oiseaux contre les singes. Blu et Perla parviennent à s'échapper avec l'aide d'une spatule rosée, accompagnés de Rafael, Nico et Pedro.
Linda, Tulio et Fernando arrivent au repaire des trafiquants et s'aperçoivent que les oiseaux ne sont plus là, puis Fernando avoue à Tulio et Linda que c'est lui qui a volé les aras. Les trafiquants arrivent et trouvent Fernando tandis que Linda et Tulio sont cachés derrière des caisses. Ils lui disent qu'ils ont construit un char pour pouvoir infiltrer le carnaval et se rendre à l'aéroport avec les oiseaux, car il leur est impossible de passer par d'autres rues puisqu'elles sont toutes fermées. Fernando les accompagne et Linda et Tulio se rendent au défilé pour les arrêter. Pendant ce temps, Hector voit que les singes qu'il a embauchés n'ont pas été très utiles pour capturer les oiseaux et décide de les attraper lui-même.
Dans le tramway, Rafael dit à Blu de se rapprocher de Perla et d'exprimer ses sentiments pour elle, les tentatives de Blu sont très maladroites mais Perla comprend ce qu'il essaye de lui dire. En arrivant à l'atelier de Luis, Perla est surprise de voir que c'est un bulldog qui bave abondamment. Luis essaie de casser la chaîne de Blu et Perla avec une scie, mais cela ne fonctionne pas et il manque de tuer Blu. La chaîne reste coincée dans la gueule de Luis et sa bave lubrifie les patte des oiseaux qui parviennent à se libérer. Perla est heureuse d'être libre et de pouvoir voler à nouveau, mais d'un autre côté, Blu est triste de savoir qu'ils devront se séparer. Perla, à qui Blu avait apporté beaucoup d'affection, tente de le convaincre de rester avec elle dans la jungle, mais Blu pense que ne pas savoir voler l'empêche d'être avec Perla. Rafael leur dit d'être sincères et Blu, en colère, avoue qu'il déteste la région et surtout la samba, ce qui jette un froid. Perla s'éloigne en pleurant, Nico et Pedro la suivent et voient qu'Hector la capture pour l’emmener au carnaval. Nico et Pedro informent Blu que Perla a été capturée, alors Blu décide d'aller la sauver perché sur la tête de Luis et accompagné de Nico, Pedro et Rafael.
Au carnaval, les trafiquants sont dans un char très laid décoré d'une poule, ils se dirigent vers l'aéroport avec tous les oiseaux à l'intérieur, y compris Perla, qui sert d'appât pour attirer Blu. Linda et Tulio arrivent sur une moto au carnaval et se déguisent en danseurs pour infiltrer le défilé, mais un organisateur pense que Linda est une vraie danseuse et la met dans un char afin qu'elle danse ensuite à son sommet. Blu et les autres arrivent au défilé et cherchent le char des trafiquants. Luis est distrait et Blu est obligé de continuer seul sur une planche à roulettes jusqu'à ce qu'il atteigne le char, où il tente de libérer Perla, mais Hector l'attrape et le met en cage, tout comme Rafael, Nico et Pedro. Les trafiquants arrivent à l'aéroport et montent dans un avion, Linda et Tulio à bord d'un autre char tente de percuter l'avion mais celui-ci parvient à décoller.
Dans l'avion, Blu parvient à s'échapper de sa cage, libère Perla et les autres oiseaux. Blu ouvre la trappe de l'avion, les trafiquants s'en rendent compte, Marcel tente d'ouvrir la porte mais elle est bloquée par des cages. À ce moment-là, tous les oiseaux s'échappent, sauf Perla, qui sait que Blu a toujours peur de voler et reste pour le calmer. Hector apparaît soudainement et attaque Blu, essayant de l'étouffer, Perla se jette rapidement sur lui mais Hector la repousse et elle est blessée gravement à l'aile gauche. Cependant, Blu parvient rapidement à accrocher un extincteur à la patte de Hector et le fait tomber hors de l'avion. Hector passe à travers l'une des hélices ce qui endommage l'avion. Voyant que l'avion est sur le point de s'écraser, Marcel saute avec l'unique parachute, Armando et Tipa décident de sauter à sa suite et parviennent à l'agripper. Perla, incapable de voler, tombe de l'avion, Blu saute et agrippe Perla dans sa chute. Perla, émue de voir qu'il ne l'abandonne pas, l'embrasse alors qu'ils tombent. Au moment où ils vont s'écraser, Blu déploie ses ailes et parvient à voler, sauvant ainsi leur vie à tous les deux.
Blu emmène Perla chez Linda et Tulio, qui soignent sa blessure. Quelque temps après, Blu la rejoint dans la nature, disant au revoir à Linda. Blu et Perla sont en couple et ils finissent par être les parents de trois enfants, et ils le célèbrent dans la jungle avec leurs amis. Hector a survécu à l'accident mais il est presque complétement déplumé. Le chef des singes en profite pour prendre des photos et se moquer de lui. Au générique, Marcel, Armando et Tipa sont incarcérés, tandis que Linda et Tulio adoptent Fernando.

## Fiche technique
- Titre : Rio
- Réalisation : Carlos Saldanha
- Scénario : Don Rhymer, Jeffrey Ventimilia, Sam Harper et Joshua Sternin d'après une histoire de Carlos Saldanha, Earl Richey Jones et Todd R. Jones
- Musique : John Powell
- Photographie : Renato Falcão
- Montage : Harry Hitner et Randy Trager
- Production : John C. Donkin, Chris Wedge et Bruce Anderson
- Société de production : Blue Sky Studios et 20th Century Fox
- Distribution : 20th Century Fox
- Budget : 90 millions $
- Pays d'origine :  États-Unis
- Langues originales : anglais et portugais
- Format : couleur - 2, 35:11 - 35mm
- Genre : Animation
- Technique : 3D
- Durée : 90 minutes
- Dates de sortie[2] :
  - Brésil, États-Unis : 8 avril 2011
  - France : 13 avril 2011
- Dates de sortie DVD :
  - Brésil : 17 août 2011
  - États-Unis  : 2 août 2011
  - France : 1er septembre 2011

## Distribution

### Voix originales
- Jesse Eisenberg : Blu
- Anne Hathaway : Perla
- Leslie Mann : Linda Gunderson
- Rodrigo Santoro : Tulio Monteiro et le commentateur sportif
- Jemaine Clement  : Hector
- George Lopez  : Rafael
- Jamie Foxx : Nico
- Will.I.Am : Pedro
- Tracy Morgan : Luiz
- Carlos Ponce : Marcel
- Jake T. Austin : Fernando
- Jeffrey Garcia : Tipa
- Davi Vieira : Armando
- Bebel Gilberto : Eva
- Wanda Sykes : Chloe
- Jane Lynch : Alice
- Bernardo de Paula : Sylvio et Kipo
- Sergio Mendes : le responsable de l'école de Samba

### Voix françaises
- Lorànt Deutsch : Blu
- Laetitia Casta : Perla
- Élisabeth Ventura : Linda Gunderson
- Emmanuel Garijo : Tulio Monteiro
- Bruno Magne : Hector
- Michel Mella : Rafael
- Christophe Peyroux : Nico
- Jean-Pierre Chandler : Pedro
- Frantz Confiac : Luiz
- Boris Rehlinger : Marcel
- Valentin Maupin : Fernando
- Raphaël Cohen : Tipa
- Mohad Sanou : Armando
- Guillaume Lebon : Mauro
- Xavier Fagnon : Sylvio
- Jérémy Prévost : Kipo
- Éric Métayer : la chauve-souris
- Nikos Aliagas : Flamenco, le flamant rose[3],[4]
- Karine Ferri et Nicolas Richaud : Chloé et Alice, des oies[4]
- Sergio Mendes : le responsable de l'école de Samba
- Brigitte Virtudes : Mère oiseau
- Phil Miler : le serveur
- Justine Warwick : l'oiseau peureux
- Nathalie Kanoui : l'oiseau névrosé
- Jason Fricchione : le camionneur
- Rodrigo Santoro : le commentateur sportif
- Tim Nordquist : le second libériste

Source : version française VF selon le carton du doublage français sur le DVD zone 2.

### Voix québécoises
- Hugolin Chevrette-Landesque : Blu
- Annie Girard : Perla
- Pascale Montreuil : Linda Gunderson
- Nicolas Charbonneaux-Collombet : Tulio Monteiro
- Benoît Brière : Anatole
- Benoît Rousseau : Raphael
- Alain Zouvi : Nico
- Guy Jodoin : Pedro
- Jean-François Beaupré : Luis
- Patrick Chouinard : Marcel

La version québécoise est particulière à propos de la chanson « Real in Rio » : La première partie (qu'on entend au début du film) est la version portugaise (titré « Favo de Mel »), alors que la deuxième (avant le générique de fin) fut traduite.

## Personnages
- Blu (Ara de Spix) victime de braconnage dès sa jeune enfance, Blu est un oiseau domestique qui a passé toute sa vie en captivité. Il est capable de presque tout… sauf de voler (ce n'est pas le cas de tous les Aras de Spix). Mais il n'en a jamais eu besoin et mène de toute évidence une existence idéale. Linda, sa propriétaire, l'adore plus que tout et il est choyé au-delà de ce que n'importe quel oiseau pourrait rêver. Même s'il a l'esprit vif, il est probable que dehors, les autres oiseaux le verraient comme un empoté de première et quelqu'un de pas vraiment cool. Embarqué dans une folle aventure à Rio de Janeiro, l'un des endroits les plus fabuleux et colorés au monde, il se retrouve bien loin de son petit confort. Il va falloir qu'il trouve le courage de révéler le héros qui sommeille peut-être en lui.
- Perla (Ara de Spix) est une merveille de la forêt tropicale brésilienne, mais il ne faut pas se laisser embobiner ni par ses charmants battements de cils, ni par ses soyeuses plumes bleues. Magnifique, elle est aussi d'un caractère farouchement indépendant. Elle adore la vie qu'elle mène et sa liberté, et va tout faire pour les retrouver. Perla est l'exact opposé de Blu. Elle ignore le sens des mots « prudence » ou « prévisible ». Coincée avec Blu, elle va apprendre que se poser un peu dans la vie n'est pas forcément synonyme de condamnation à mort et trouvera même l'origine du mot "amour".
- Linda est une jolie jeune fille d'une vingtaine d'années qui adore les livres et ne vit que pour deux choses, sa librairie et Blu. Elle a récupéré cet ara bleu dès son plus jeune âge lorsqu'il est retrouvé dans une caisse perdue, et a grandi avec. Sans que ce soit vraiment volontaire, elle a permis à Blu de vivre sans même qu'il ait besoin d'apprendre à voler. Amusante, pétillante, intelligente, Linda est prête à découvrir tout ce que la vie a à offrir, même si cela la terrifie.
- Ornithologue, Tulio vit, respire, pense « oiseaux ». Il bouge même comme eux, on dirait un grand volatile maigre et maladroit. Il se sent plus à l'aise en compagnie de ses amis à plumes qu'avec les humains… du moins jusqu'à ce qu'il rencontre Linda, une charmante et douce jeune fille qui partage sa fascination pour les oiseaux. Eux aussi vont vivre l'aventure de leur vie et réaliser que leur amour n'est pas forcément uniquement tourné vers les oiseaux…
- Hector, ou Anatole (VQ), (Cacatoès à huppe jaune) n'est pas joli-joli… même s'il l'a été autrefois. Il a raté sa carrière d'acteur, et cet échec a fait de lui un être aigri, les années de rejet l'ayant rendu amer. Il déteste les oiseaux aux magnifiques couleurs comme Blu et Perla, parce qu'il est convaincu que leur beauté leur rend la vie beaucoup plus facile que la sienne.
- Marcel est le chef des contrebandiers et travaille avec Fernando jusqu'à ce que celui-ci le trahisse. Il est également le propriétaire d'Hector. Il sera responsable de l'enlèvement de Blu et de Perla et sera finalement arrêté et envoyé en prison avec ses compères pour ses crimes.
- Rafael est un toucan plein de vie. Plus jeune, c'était un fêtard toujours prêt à mettre l'ambiance, le roi du Carnaval en personne. C'est par amour pour Eva, sa femme, qu'il a renoncé à tout cela. Mais aujourd'hui, malgré son bonheur familial au milieu de ses 17 enfants (dont un qui n'est pas encore né), il entend de nouveau l'appel de la fête.
- Luiz est le bouledogue très affectueux. Son apparence redoutable est des plus trompeuses. C'est un gros lourdaud pas très finaud qui va prouver qu'il ne faut jamais juger selon les apparences. Il dit des choses de petit garçon comme : « Tu as quelque chose contre les chiens ? », ou « Elle, elle est méchante. ». Vous pourriez croire qu'il va vous mordre, mais tout ce que vous risquez, c'est d'être couvert d'affection… et de bave. Il ne pense qu'à une chose : arracher la tête des oiseaux !
- Mauro est le chef d'une tribu de ouistitis espiègles qui adorent faire les fous et sont experts en Capoeira. Lui et ses petits camarades se voient obligés de travailler pour Hector et donc à obéir au moindre de ses ordres.
- Minuscule canari, Nico n'en est pas moins un danseur de samba hors pair et un fabuleux chanteur. Sous ses airs de dur, Pedro (Paroare huppé) sait comment mettre le feu aux dancefloors avec son hip-hop qui déchire. Ce duo hilarant est doué d'un excellent sens de l'observation et on peut toujours compter sur eux pour sortir la vanne qui tue ou la réplique cinglante qui résume à la perfection la situation. Leur air « Viva la samba » est très entraînant.
- Fernando est un jeune garçon orphelin qui travaille avec les trafiquants du film en volant des spécimens d'oiseaux rares contre de l'argent. Cependant, il finit par changer de camp, aidant Linda et Tulio à retrouver Blu et Perla.

## Bandes originales

### John Powell
- La bande originale, composée par John Powell, est sortie le 19 avril 2011 chez Varèse Sarabande.

### Divers artistes
- L'album, composé par divers artistes, est sortie le 5 avril 2011 chez Interscope Records.

### Les chansons en français
- Trois chansons ont été traduites et interprétées pour la version française du film. Il s'agit de :
  - Rions à Rio (Real In Rio)
    - Musique de Sergio Mendes, Carlinhos Brown, Mikael Mutti et John Powell.
    - Parole de Siedah Garrett
    - Interprété par Georges Costa, Michel Costa, Olivier Constantin, Jean-Marie Marrier, Michel Barouille, Jean-François M'Pondo, Francine Chantereau, Karine Costa, Dominique Poulain, Marielle Hervé, Brenda Dellavalle et Sylvie N'Doumbe.
    - Produit par Sergio Mendes, John Powell, Carlinhos Brown et Mikael Mutti.
    - Parole française adaptées par Yohana Valdez

  - Mignon petit canari (Pretty Bird)
    - Musique de Jermaine Clement et John Powell.
    - Parole de Jermaine Clement, Yoni Brenner et Mike Reiss
    - Interprété par Bruno Magne, Karine Costa, Francine Chantereau, Marielle Hervé, Brenda Dellavalle.
    - Produit par John Powell
    - Parole française adaptées par Yohana Valdez

  - Rions à Rio - Finale (Real In Rio)
    - Musique de Sergio Mendes, Carlinhos Brown, Mikael Mutti et John Powell.
    - Parole de Siedah Garrett
    - Interprété par Laetitia Casta, Lorànt Deutsch, Christophe Peyroux, Jean-Pierre Chandler et Michel Mella.
    - Chœurs de Georges Costa, Michel Costa, Olivier Constantin, Jean-Marie Marrier, Michel Barouille, Jean-François M'Pondo, Francine Chantereau, Karine Costa, Dominique Poulain, Marielle Hervé, Brenda Dellavalle et Sylvie N'Doumbe, Mina Dellavalle et Maïa Constantin..
    - Produit par Sergio Mendes, John Powell, Carlinhos Brown et Mikael Mutti.
    - Parole française adaptées par Yohana Valdez.

Source : générique français du film.

## Box office
- Mondial : 465 millions $[6]
- États-Unis : 140 millions $
- France : 25 millions $ (2,3 millions entrées)

## Jeu vidéo
Le jeu vidéo Angry Birds Rio a accompagné la sortie du film.